# کیم کوانگ-سونگ
کیم کوانگ-سونگ (انگلیسی: Kim Kwang-song؛ زادهٔ ۱۹ فوریه ۱۹۹۲) یک وزنه‌بردار اهل کره شمالی است.
از افتخارات وی میتوان به کسب ۳ مدال نقره وزن ۷۷ کیلوگرم در مسابقات قهرمانی وزنه‌برداری جهان در سال‌های ۲۰۱۳، ۲۰۱۴ و ۲۰۱۵ اشاره کرد.